# SEMATECH
SEMATECH（英: Semiconductor Manufacturing Technology）とは、1987年にアメリカ合衆国で官民合同によって設立された次世代半導体の製造技術の確立へ向けたロードマップを策定し、製造技術の開発を目的としたコンソーシアムである。

## 概要
設立当初の目的は超LSI技術研究組合によって競争力を高めた日本の事例を元にアメリカの半導体産業の復権を狙った組織だったが、現在では次世代の半導体の開発のために日本からも複数の企業が参加する。
設立当初、アメリカでは競合会社の技術者達が呉越同舟ともいえる共同で共通の技術的課題に挑むという前例は少なく、この研究所の成功によって、この種の形式の組織形態が広まった。

### 背景
設立の背景には日本の半導体産業の競争力の高まりとそれに反比例するかのように市場占有率を下げつつあった自国の半導体産業の凋落への危機感があり、これまでは個々の企業がばらばらに次世代半導体の開発に向けた技術開発を実施しており、巨額の投資が重複したり、得られた知見を独占することで国全体としての半導体産業の発展の阻害要因になっていた。これらの弊害を除去するために超LSI技術研究組合を参考に設立された。
参加企業は、IBM・インテル・モトローラ・Compaq・TI・AMD・HP・マイクロン・LSI Logicなど14社で、主な目標は、当時日本勢と比べアメリカ側が遅れていたCMOS技術の開発、量産化であった。
費用に関しては、アメリカ商務省と国防総省が共同で予算を拠出した。

## 成果
アメリカの半導体産業は1990年代半ば以降、再び競争力を取り戻した。

## 影響
1990年代以降、日本国内の半導体産業は凋落の一途を辿った。これは超LSI技術研究組合に続くプロジェクトが不在だった事が一因として指摘される。

## その後
目的を果たしたSEMATECHは、1997年から海外メーカーの参入も受け入り始め、21世紀に入るとニューヨーク州が引き受け、州立半導体研究施設となる中、インテルらが脱会し、現在は主にIBMの主導で最先端半導体の工程開発を実施する。2022年、（当時）経産大臣・萩生田光一は、最先端半導体における日米共同開発の協議に伴い、同研究所を訪問している。